# 천안 전씨
천안전씨(天安全氏)는 충청남도 천안시를 본관으로 하는 한국의 성씨이다.
시조 전섭(全聶)은 백제의 개국십제공신이다.
전섭(全聶)의 29세손인 전락(全樂)이 고려 개국공신으로 천안부원군(天安府院君)에 봉해졌다.

## 역사
시조(始祖) 전섭(全聶)은 기원전 18년 고구려 동명왕(東明王)의 셋째 아들인 온조(溫祚)가 백제를 건국할 때 마려(馬藜), 오간(烏干), 을음(乙音), 해루(解婁), 흘우(紇于), 한세기(韓世奇), 곽충(郭忠), 범창(笵昌), 조성(趙成) 등 9사람과 함께 백제 개국의 공을 세우고, 백제 십제공신(十濟功臣)으로 환성군(歡城君)에 봉해졌다.
천안 전씨(天安全氏) 시조인 전섭(全聶)의 29세손인 전락(全樂)이 고려 개국공신으로 태조 왕건이 후백제 견훤과 대구 공산전투에서 싸울 때 신숭겸과 함께 순절하였다. 그 후 삼사(三司) 좌복야(左僕射)에 추증되었고, 천안부원군(天安府院君)에 봉해져 후손들이 천안을 본관으로 세계를 이어오고 있다.

## 본관
천안(天安)은 충청남도 서북부의 지명이다. 본래 마한의 맹주 목지국의 영토였고, 삼국시대 백제에게 목지국이 정복된 뒤 대목악군(大木岳郡)과 그 산하의 감매현(甘買縣)이 설치되었다가 고구려의 사산현(蛇山縣)이 되었고, 남북국시대 신라 경덕왕대에 대목악군은 대록군(大麓郡)으로, 감매현은 순치현(馴雉縣)으로 개칭되었다. 930년(고려 태조 13)에 천안부(天安府)로 개칭하였고, 군병을 주둔시켜 도독(都督)을 두었다. 목종 때 이를 폐지하였다가 1018년(현종 9)에 천안군이 되어 지사부(知事府)를 두어 1개의 속군과 직산 등 7개의 속현을 거느렸다. 1310년(충선왕 2)에 천안을 녕주(寧州)로 고쳤고, 1362년(공민왕 11)에는 다시 천안부로 개칭하였다. 1413년(태종 13) 녕산군(寧山郡)으로 고쳤다가 1416년 다시 천안군으로 개칭하고 문종 때 명산(明山)으로 불렀다. 1896년 충청남도 천안군이 되었고, 1914년 목천군·병천군을 합하였다. 1963년 천안읍이 천안시로 승격하였고, 1995년 천안군을 통합하였다.

## 인물
- 전 락(중시조)고려 개국공신으로 927(정해 고려태조10)년 10월 신라를 위기에서 구하려고 고려태조 왕건과 함께 후백제군을 상대로 대구 공산 동수(지금의 팔공산)전투에서 후백제 견훤의 대군에게 포위되어 고려군은 악전고투했으나 전세가 불리하니 천안군(전 락장군)과 신 숭겸장군이 살아나갈 길을 내어 고려태조왕건에게 일개병사복으로 위장하고 혼자 말타고 탈출토록 진언하여  이에 태조왕건도 전세를 파악하여 이에 동의하였다.이에 따라 견훤의 주력을 유도 공격하는 한편, 왕건의 탈출로를 방비하는 양면작전으로 태조왕건은 포위망을 뚫고 탈출시키는데 성공했으나, 애석하게도 전락장군과 신숭겸장군등 8명의 장수와 많은 사병(충혼)들이 순절하니 그 후 이 곳의 지명이 팔공산이 되었다.

고려태조는 공들의 충절을 높이 평가하고 우리 천안전씨 중시조  천안군 전 락에게 정2품 증좌복야를 제수하고 시호를 [충 달] 이라 하사했다.
고려 현종 1년 (1010년) 표충사를 건립하고 전 락장군과 신 숭겸 장군을 배양하여 현종3년 임자년에 사액을 지급했다. 전 락 천안군의 아버지는 전 종도이며 친동생은  [전 반]으로 표기대장군이며  정선 전씨및 기타 전씨의 중시조에 해당된다.
- 전승(全昇) : 우정승 전인량(全仁亮)의 아들. 1297년(충렬왕 23) 12월에 우부승지(右副承旨)가 되었다. 그 다음 해인 1298년(충렬왕 24)에 충선왕이 즉위한 이후 관제를 개혁하면서 인사권을 자신이 장악하기 위해 정방(政房)을 폐지하고 한림원(翰林院)에서 인사권을 관장하도록 하였는데, 이때 승지로서 참여하였다. 같은 해 5월 숭문관학사 병조상서(崇文館學士兵曹尙書)가 되었다가, 6월 다시 승지가 되었고, 7월 좌부승지 판비서시사 보문각직학사(左副承旨判秘書寺事寶文閣直學士)에 올랐다.

- 전신(全信, 1276년 ∼ 1339년) : 음서로 관직에 나아간 뒤 내의직장(內衣直長)으로 1301년(충렬왕 27) 문과에 급제하고, 다음해 숭경부승(崇慶府丞)이 되었다. 이어서 정방관(政房官)에 발탁되었고, 비서랑(秘書郞)에 올랐다. 1304년 국학직강(國學直講), 1307년 안동부판관, 1309년(충선왕 1) 전의부령(典儀府令), 1311년 김해부사, 1314년(충숙왕 1) 사헌장령·선부의랑(選部議郎)을 차례로 역임하였다. 1317년 보문각제학(寶文閣提學)에 오르고 1319년 계림부윤, 1321년 복주목사(福州牧使)를 지낸 뒤 면직되었다. 1330년(충혜왕 즉위년) 감찰대부 진현관대제학 상호군(監察大夫進賢館大提學上護軍)에 올랐고, 다음해 동지밀직사사 상의 회의도감사(同知密直司事商議會議都監事)가 된 뒤 1332년(충숙왕 복위 1) 은퇴하였다.

- 전광재(全光宰) : 해인사 팔만대장경을 완성한 진주부병마금할시상서시랑. 동국이상국집도 간행하였다.

- 전순의(全循義) : 조선 세종·문종·세조의 3조(朝)에 걸쳐 전의감(典醫監)의 의관을 지냈다. 시약(侍藥)의 공로로 자헌대부(資憲大夫)에 가자되고 1467년 내의로 상호군에 이어 좌익원종공신(佐翼原從功臣) 1등에 녹선되었다.

- 전몽성(全夢星, 1561년 ∼ 1597년) : 무과에 급제하여 현감에 제수되었다. 1597년 정유재란 때에 아우 몽진(夢辰), 첨사 김덕흡(金德洽) 등과 함께 의병을 모집하여 왜적을 격퇴하던 중 전사하였다. 숙종 때 병조참의에 추증되었고, 영암의 장동서원(長洞書院)에 제향되었다.

- 전상의(全尙毅, 1576년 ∼ 1627년) : 1603년(선조 36) 무과에 급제한 뒤 여러 관직을 거쳐 1627년(인조 5) 구성부사로서 좌영장을 겸하였다.

- 전동흘(全東屹) : 1651년(효종 2) 무과에 급제하고, 포도대장에 이르렀다. 철산부사였을 때 억울하게 죽은 장화(薔花)·홍련(紅蓮)의 원한을 풀어주었다.

- 전봉준(全琫準, 1855년 ~ 1895년) : 동학 농민 운동가

## 과거 급제자
천안 전씨는 조선시대 문과 급제자 4명을 배출하였다.
고려 문과
전승(全昇) 전신(全信) 전익(全翊)
고려 사마
전익(全翊)
문과
전영달(全穎達) 전영수(全永壽) 전영택(全榮澤) 전종행(全宗行)
무과
전경성(全敬誠) 전계준(全繼俊) 전극창(全克昌) 전대길(全大吉) 전덕홍(全德弘)
전도성(全道成) 전동흘(全東屹) 전만춘(全萬春) 전만휘(全萬輝) 전만흥(全萬興)
전몽서(全夢瑞) 전빈(全斌) 전성대(全成大) 전성대(全聖大) 전성우(全成祐)
전성익(全聖益) 전성태(全聖泰) 전성효(全聖孝) 전순원(全舜元) 전양화(全養和)
전여한(全汝翰) 전영세(全永世) 전우한(全佑漢) 전원창(全元昌) 전응수(全應秀)
전이철(全以哲) 전익(全益) 전익대(全翊戴) 전익량(全翊亮) 전준(全準)
전지보(全智輔) 전진영(全鎭永) 전진욱(全震郁) 전확(全鑊) 전환철(全煥哲)
전흥도(全興道)
생원시
전구현(全九鉉) 전동준(全東俊) 전시복(全時馥) 전언경(全彦卿) 전열(全烈)
전영달(全穎達) 전의순(全義順) 전잠(全潛) 전해붕(全海鵬) 전환(全渙)
진사시
전명련(全命鍊) 전몽룡(全夢龍) 전시덕(全始德) 전언경(全彦卿) 전우회(全友回)
전익화(全翊華) 전정수(全庭秀) 전취행(全就行)

## 항렬자
| 52세   | 53세     | 54세   | 55세     | 56세                                                                      | 57세                                                                                      | 58세   | 59세     | 60세   | 61세     | 62세   | 63세     | 64세   | 65세     | 66세   | 67세     | 68세   | 69세     |
| ------ | -------- | ------ | -------- | ------------------------------------------------------------------------- | ----------------------------------------------------------------------------------------- | ------ | -------- | ------ | -------- | ------ | -------- | ------ | -------- | ------ | -------- | ------ | -------- |
| 용(用) | 口원(元) | 상(商) | 口래(來) | 무(茂) 영(永) 장(章) 병(炳) 口식(植) 광(光) 진(鎭) 해(海) 口달(達) 규(奎) | 口범(範) 口영(榮) 口진(鎭) 口갑(甲) 口화(火) 口목(木) 口시(始) 口수(秀) 口왕(王) 口재(在) | 상(庠) | 口재(宰) | 정(廷) | 口옥(沃) | 위(胃) | 口욱(旭) | 남(南) | 口우(雨) | 성(晟) | 口기(起) | 강(康) | 口장(章) |

## 집성촌
- 전라남도 담양군 가사문학면 연천리
- 전라남도 담양군 담양읍 삼만리
- 전라남도 담양군 담양읍 학동리
- 전라남도 담양군 무정면 동산리
- 전라남도 담양군 무정면 평지리
- 전라남도 보성군 벌교읍 영등리
- 전라남도 보성군 율어면 문양리
- 전라남도 여수시 월내동
- 전라남도 영암군 서호면 엄길리
- 전북특별자치도 고창군 신림면 벽송리
- 전북특별자치도 고창군 공음면 신대리
- 전북특별자치도 익산시 용안면 석동리
- 전북특별자치도 임실군 덕치면 일중리
- 전북특별자치도 진안군 성수면 도통리
- 전북특별자치도 순창군 순창읍 대정리
- 충청남도 금산군 군북면 두두리
- 충청남도 당진시 석문면 교로리
- 충청남도 공주시 금학동
- 대전광역시 대성동
- 광주광역시 광산구 동산동

## 인구
- 1985년 27,193가구 114,016명
- 2000년 40,740가구 133,074명
- 2015년 176,239명

지역별 인구 분포는 서울 31,588명, 부산 4,199명, 대구 1,390명, 인천 7,314명, 광주 10,669명, 대전 4,873명, 울산 1,041명, 경기 26,081명, 강원 1,076명, 충북 3,597명, 충남 8,346명, 전북 15,427명, 전남 12,285명, 경북 1,662명, 경남 2,150명, 제주 1,396명이다. 백제의 영역이었던 호남 지방에서 인구 비율이 높다.

## 문화재
충청남도 연기군 전의면 다방리에서 출토된 계유명전씨아미타불비상(癸酉銘全氏阿彌陀佛碑像)의 기록에 의하면 전씨가 백제시대부터 성씨를 사용한 것이 고증된다. 비암사(碑岩寺)의 창건연대는 확실하지 않지만 삼국시대에 창건되었다고 한다. 신라말 도선(道詵)이 중창했다. 극락전 앞에 있는 3층석탑의 정상부분에서 3점의 비상(碑像)이 발견되었는데 계유명전씨아미타불비상(癸酉銘全氏阿彌陀佛碑像)은 국보 제106호로, 기축명아미타불비상(己丑銘阿彌陀佛碑像)은 보물 제367호로, 미륵보살반가사유비상(彌勒菩薩半跏思惟碑像)은 보물 제368호로 지정되어 국립청주박물관에 소장되어 있다.

## 같이 보기
- 정선 전씨
- 전주 전씨
- 옥천 전씨
- 나주 전씨
- 경산 전씨